# American Graffiti
American Graffiti (br: Loucuras de Verão / pt: American Graffiti - Nova Geração) é um filme estadunidense de 1973, do gênero comédia dramática, dirigido por George Lucas.
Faturou U$ 140 milhões.

## Sinopse
Em 1962, numa pequena cidade dos Estados Unidos, Curt e Steve vivem grandes aventuras no último dia de verão, antes de partirem para a universidade.

## Elenco
- Richard Dreyfuss.... Curt Henderson
- Ron Howard.... Steve Bolander
- Paul Le Mat.... John Milner
- Charles Martin Smith.... Teddy Fields ('The Toad')
- Cindy Williams.... Laurie Henderson
- Candy Clark.... Debbie Dunham
- Mackenzie Phillips.... Carol
- Wolfman Jack.... disc jockey
- Bo Hopkins.... Joe Young
- Manuel Padilla Jr..... Carlos
- Beau Gentry.... Ants
- Harrison Ford.... Bob Falfa
- Jim Bohan.... Holstein
- Jana Bellan.... Budda
- Deby Celiz.... Wendy

## Principais prêmios e indicações
Óscar 1974 (EUA)
- Recebeu cinco indicações, nas categorias de Melhor Filme, Melhor Diretor, Melhor Atriz (coadjuvante/secundária) (Candy Clark), Melhor Roteiro Original e Melhor Edição.

Globo de Ouro 1974 (EUA)
- Venceu nas categorias de Melhor Filme (comédia ou musical) e Melhor Revelação Masculina (Paul Le Mat).
- Foi ainda indicado nas categorias de Melhor Diretor e Melhor Ator (comédia ou musical) (Richard Dreyfuss).

BAFTA 1975 (Reino Unido)
- Recebeu uma indicação na categoria de Melhor Atriz Coadjuvante (Candy Clark).

Festival de Locarno 1973 (Itália)
- Ganhou o Leopardo de Bronze.

Prêmio NSFC 1974 (National Society of Film Critics Awards, EUA)
- Recebeu o Award na categoria de Melhor Roteiro.

Prêmio NYFFC 1974 (New York Film Critics Circle Awards, EUA)
- Venceu na categoria de Melhor Roteiro.